# Udo Kragl

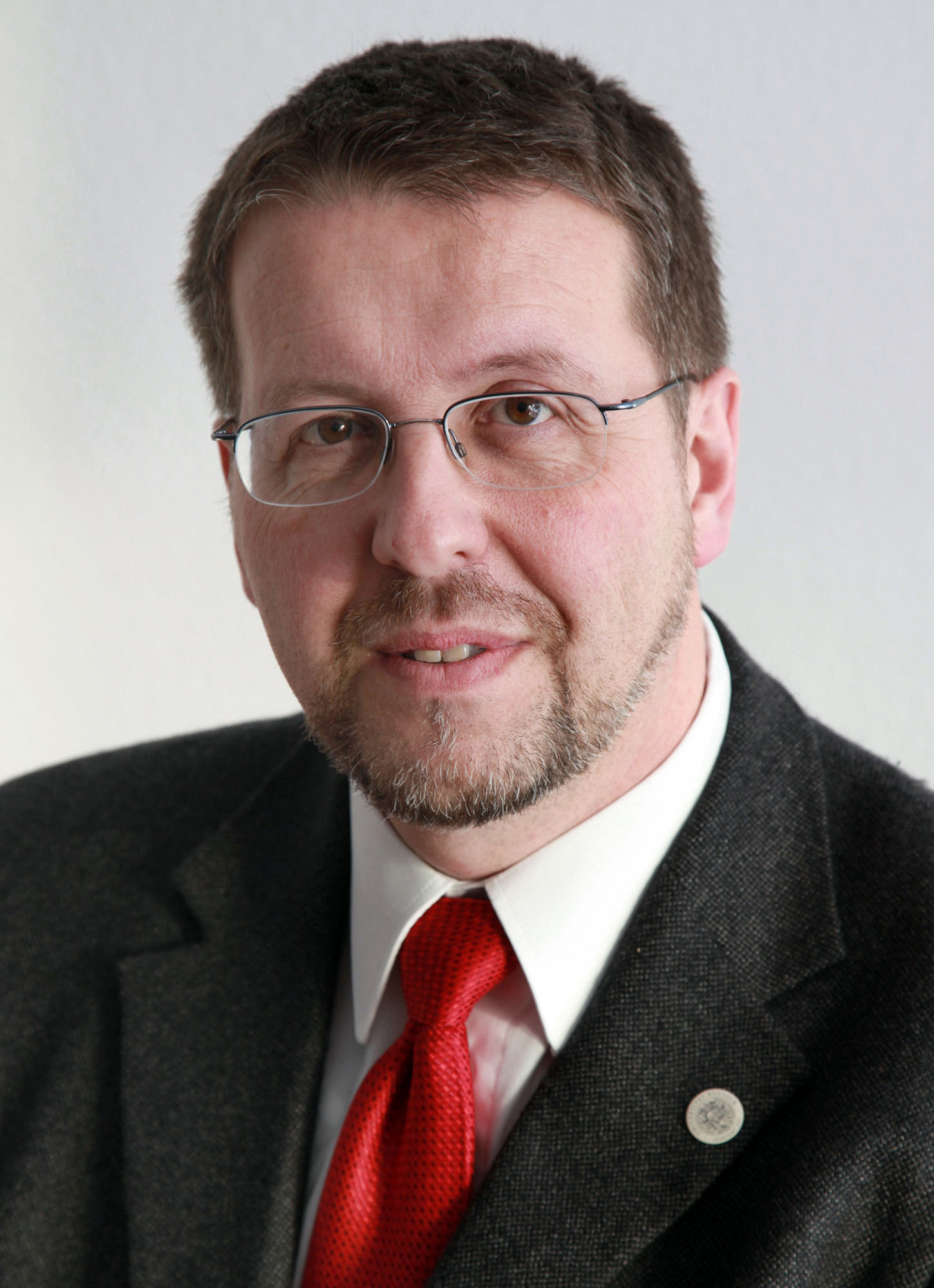
Udo Kragl năm 2011

Udo Kragl (sinh ngày 20 tháng 5 năm 1961 tại Troisdorf-Sieglar) là một nhà hóa học và nhà sinh học. Hiện ông là giáo sư của Viện Kỹ thuật hóa học  trường Đại học của Rostock. Ông đã lập gia đình và có hai con.

## Sự nghiệp Và Cuộc Sống
Udo Kragl học hóa học tại Rheinische Friedrich-Wilhelms-trường Đại học Bon từ năm 1981 đến năm 1987. Ông ấy đã nghiên cứu tại nhóm nghiên cứu ở trung tâm nghiên cứu Jülich trong nhóm của Christian Wandrey, và đạt bằng tiến sỹ tiến sĩ tại trường đại học Bon vào năm 1992. Sau 6 tháng nghiên cứu tại phòng thí nghiệm nghiên cứu hợp tác quốc tế của Công ty Trách nhiệm hữu hạn Ciba-Geigy (tên hiện tại là Novartis) ở Takarazuka, Japan,  ông quay trở lại Forschungszentrum Julich và chuẩn bị nhận chức ở trường đại học vào năm 1998. Trong cùng năm đó, ông được bổ nhiệm tại trường đại học Rostock. Từ năm 2004 đến năm 2006, Kragl là trưởng khoa Toán học và Khoa học tự nhiên của trường đại học Rostock. Ông là người sáng lập Khoa liên ngành của trường đại học Rostock vào năm 2007. Từ tháng 2 đến tháng 4 năm 2007, ông là giáo sư hợp tác tại trường trường Đại học Quốc gia của Singapore. Giáo sư Kragl sau đó giữ chức vụ Phó hiệu trưởng phụ trách nghiên cứu và chuyển giao kiến thức của trường đại học Rostock từ năm 2015. Giáo sư Kragl cũng được công nhận là "giáo Sư của năm" trong lĩnh vực khoa học tự nhiên / y học vào năm 2015.
Vào năm 1997, ông cũng đã giành được học bổng của tổ chức Karl-Winnacker (trước đây Hoechst AG).

## Hoạt động nghiên cứu
Kể từ khi bắt đầu sự nghiệp học thuật của mình, Kragl nghiên cứu chính trong lĩnh vực sinh học. Đặc biệt, ông tập trung chủ yếu vào nghiên cứu tổng hợp và các ứng dụng của enzyme. Trong những năm qua, Kragl của mở rộng nghiên cứu của mình trên khu vực
- Công nghệ màng
- Nghiên cứu trong lĩnh vực của nguyên liệu tái tạo
- Các chủ đề nghiên cứu mới về chất lỏng ion
- Theo dõi và phân tích quá trình.

## Tham gia trong các tổ chức
Giáo sư Kragl đã tham gia vào các tổ chức khoa học khác nhau:
- Thành viên của Hội đồng quản trị hiệp hội xúc tác DECHEMA[8]
- Thành viên của Hội đồng cố Vấn của hội nghị của các ngành hóa học,[9]
- Thành viên của Hội đồng quản trị của mạng lưới xúc tác (ConNeCat)

## Liên kết
- Lý lịch khoa học của giáo sư Udo KraglTác phẩm bởi và về Udo Kragl trong thư mục catalogue của Thư viện quốc gia Đức

Deutschen Nationalbibliothek.
- Trường Đại học Rostock - Viện Kỹ thuật Hóa học
- Công bố khoa học
- Mục trong Catalog Professorum Rostochiensium Lưu trữ ngày 18 tháng 12 năm 2018 tại Wayback Machine
- ORCID[10]
- Scopus[11]